# Amerika-Haus (Berlin)

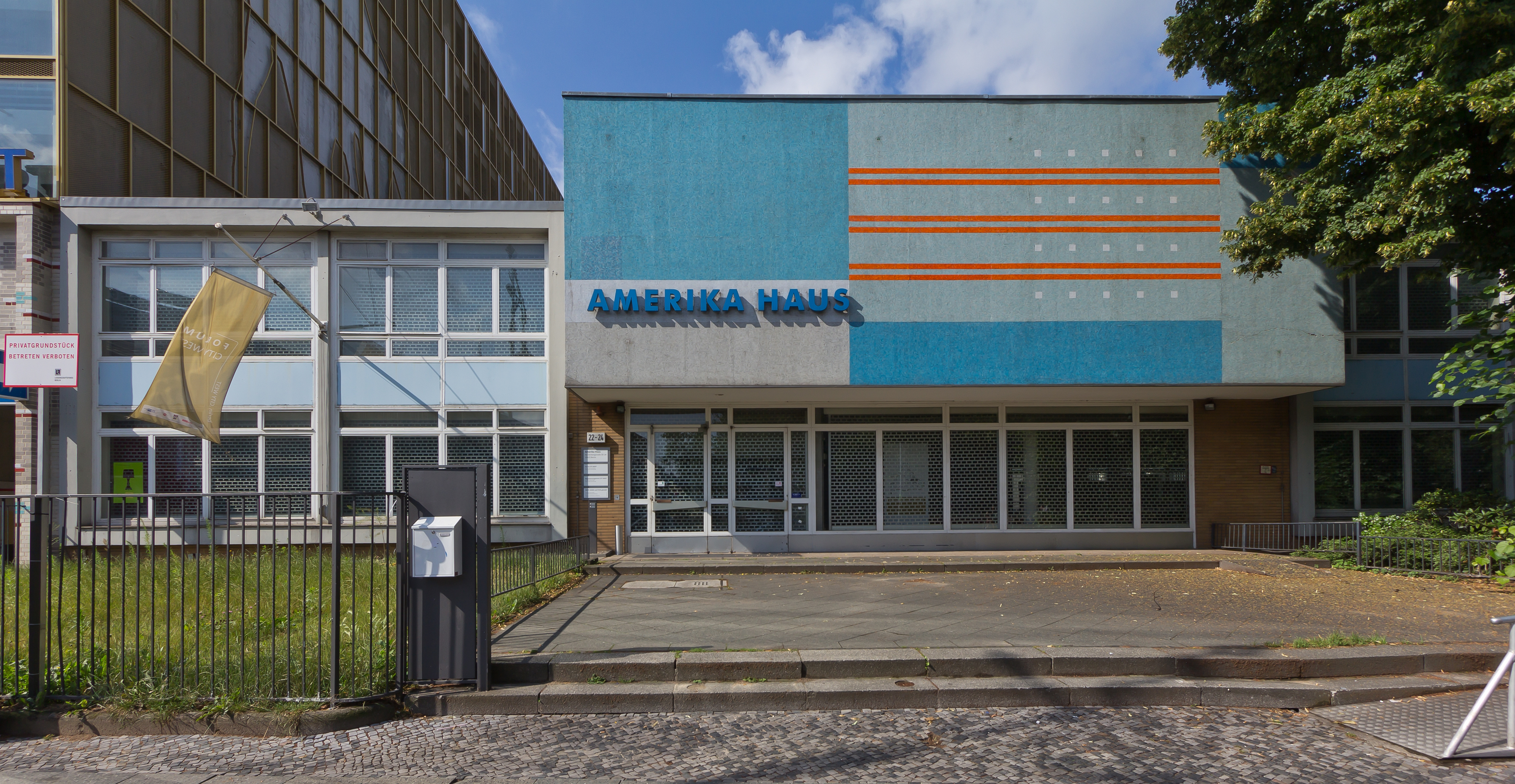
Frontansicht des Amerika-Hauses

Das Amerika-Haus an der Hardenbergstraße 22–24 im Berliner Ortsteil Charlottenburg war ein Kultur- und Informationszentrum der USA über Land und Leute, insbesondere über Stipendien. Es wurde 1956–1957 erbaut und im Jahr 2006 der Stadt Berlin übergeben.
Um das Bild der USA im Ausland zu gestalten, wurde 1953 die United States Information Agency gegründet und in West-Berlin eine Niederlassung etabliert. Als Sitz der Berliner Filiale errichtete der Senat mit Unterstützung der USA ein Amerika-Haus in der Hardenbergstraße. Der Bau entstand nach Plänen des Architekten Bruno Grimmek und wurde am 5. Juni 1957 nach nur einjähriger Bauzeit eingeweiht. Dort befand sich eine öffentliche Bibliothek, kulturelle Veranstaltungen fanden statt und Interessenten konnten sich über Wege in die USA informieren.
Ab 1968 änderte sich die zunächst freundschaftliche Stimmung, die das Haus umgab, und schlug mit zahlreichen militanten Demonstrationen gegen den Vietnamkrieg ins Gegenteil um. In der Nacht zum 5. Mai 1970 erfolgte als Reaktion auf das Kent-State-Massaker ein Angriff mit Benzinbomben. Danach gehörten Polizei, Kontrollen und Zaunsysteme zum Umfeld der bunten Mosaikfassade. Das verschärfte sich noch mit dem Beginn des Irakkriegs 2003 bis zum völligen Zusammenbruch der Vitalität dieser Kulturinstitution, die hinter Barrikaden völlig tot dazuliegen schien. 
Im Jahr 2006 übergaben die Amerikaner das Gebäude der Stadt Berlin.
Seit April 2006 besteht das Committee Initiative Amerika-Haus Berlin, das vom Institute for Cultural Diplomacy koordiniert und rechtlich vertreten wird, beteiligt sind unter anderem das American Institute for Contemporary German Studies der Johns Hopkins University und die Stiftung für die Rechte zukünftiger Generationen. Das Ziel ist der Erhalt des Amerika-Hauses und die Wiederbelebung zu einer kulturellen Begegnungsstätte in Form eines bürgeroffenen und zivilgesellschaftlich organisierten Veranstaltungs- und Informationszentrums. Im Rahmen dieser Initiative organisierten das Institute for Cultural Diplomacy und die Bundeszentrale für politische Bildung vom 29. September bis 24. November 2008 die Veranstaltungsreihe Wie wählt Amerika? Einblicke und Perspektiven im Amerika-Haus.
Vom 31. Januar bis 31. Mai 2008 zeigte die Bundeszentrale für politische Bildung (bpb) im Amerika-Haus eine Ausstellung über die Studentenbewegung mit dem Titel ’68 – Brennpunkt Berlin.
Das Amerika-Haus wurde am 1. Januar 2013 dem Sondervermögen Immobilien des Landes Berlin (SILB) zugeordnet und an die gemeinnützige Stiftung C/O Berlin Foundation für einen Zeitraum von elf Jahren mit entsprechenden Optionen zur Verlängerung vermietet. Weiterhin wird das Gebäude von der Berliner Landeszentrale für politische Bildung genutzt. Im Jahr 2017 wurde das Gebäude dem SILB entnommen und als strategisch wichtiges Gebäude dem Sondervermögen für Daseinsvorsorge (SODA) zugewiesen, sodass es langfristig im Eigentum des Landes Berlin verbleiben wird.